# Jerry Colonna
Jerry Colonna est un acteur américain né le 17 septembre 1904 à Boston, Massachusetts (États-Unis), mort le 21 novembre 1986 à Woodland Hills (Los Angeles).

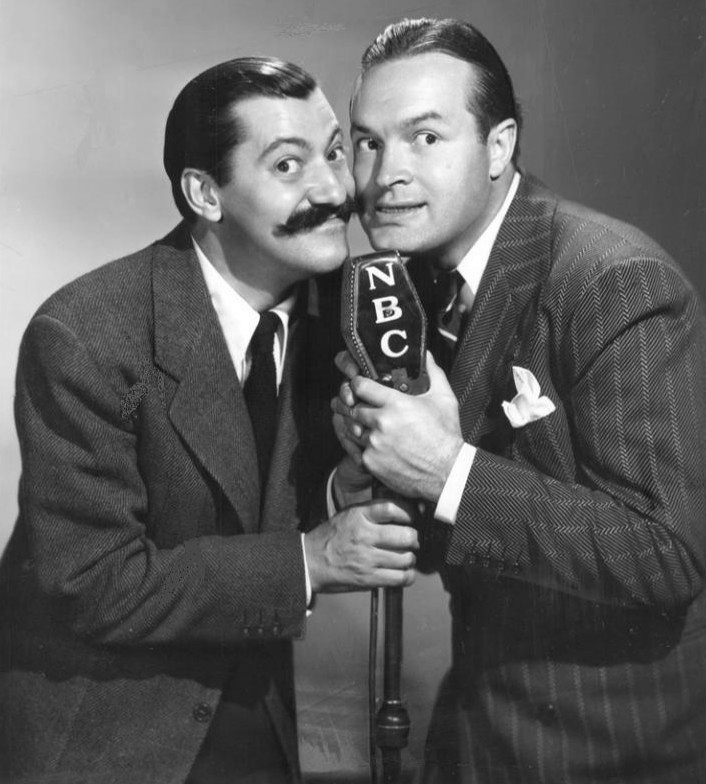
Jerry colonna et Bob Hope à la radio NBC, vers 1940.

## Filmographie
- 1937 : 52nd Street : Jerry Colonna, Vocalist
- 1937 : Rosalie : Joseph (airport officer #2)
- 1938 : Swingtime in the Movies : The Texas Tornado
- 1938 : Paramount Headliner: The Star Reporter : HImself (singer, Freddie Rich Orchestra)
- 1938 : College Swing de Raoul Walsh : Prof. Yascha Koloski
- 1938 : Port of Seven Seas : Arab Rug Dealer
- 1938 : Little Miss Broadway : Band member
- 1938 : La Vallée des géants (Valley of the Giants) : Singing specialty act
- 1938 : Garden of the Moon : Mustached Musician
- 1939 : Sweepstakes Winner : Nick, the Chef
- 1939 : Fausses Notes (Naughty But Nice) : Allie Gray
- 1940 : En route vers Singapour (Road to Singapore) : Achilles Bombanassa
- 1940 : Comin' Round the Mountain (en) de  George Archainbaud : Argyle Phifft
- 1940 : Melody and Moonlight : Adner Kellogg
- 1941 : You're the One : Dr. Colonna
- 1941 : Sis Hopkins : Professor
- 1941 : Ice-Capades : Colonna
- 1942 : True to the Army : Pvt. 'Pinky' Fothergill
- 1942 : Priorities on Parade d'Albert S. Rogell : Jeep Jackson
- 1942 : Ice-Capades Revue (en) de Bernard Vorhaus : Theophilus
- 1944 : Atlantic City : The Professor
- 1945 : La Cinquième chaise (It's in the Bag!) : Dr. Greengrass, Psychiatrist
- 1946 : La Boîte à musique (Make Mine Music) : Narrator (segment "Casey at the Bat") (voix)
- 1946 : Casey at the Bat : Narrator (voix)
- 1947 : En route vers Rio (Road to Rio) : Cavalry captain
- 1950 : The Brave Engineer : Narrator (voix)
- 1951 : Kentucky Jubilee : Jerry Harris
- 1951 : Alice au pays des merveilles (Alice in Wonderland) : March Hare (voix)
- 1951 : The Jerry Colonna Show (série TV) : Host (unknown episodes, 1951)
- 1949 : Super Circus (série TV) : Ringmaster (1955-56)
- 1957 : Pinocchio (TV) : Ringmaster
- 1958 : Le Retour d'André Hardy (Andy Hardy Comes Home) de Howard W. Koch : Doc
- 1962 : Astronautes malgré eux (The Road to Hong Kong) : Man looking for a match